# هاينز مولر (عداء سريع)
هاينز مولر هو عداء سريع سويسري، ولد في 1 فبراير 1936.

## وصلات خارجية
- هاينز مولر على موقع أوليمبيديا (الإنجليزية)